# 中国卓球スーパーリーグ
中国卓球スーパーリーグ（中: 中国乒乓球超级联赛、略称CTTSLないし乒超）は中華人民共和国の卓球リーグであり、世界最高峰の卓球リーグの1つである。

## 概要
1994年のスポーツ改革により翌1995年に全国クラブ大会（全国乒乓球俱乐部赛）の名称で発足。1999年に現在の名称の中国卓球クラブ甲級リーグ（超级联赛）となる。
省や市を本拠地とする10チームが参加している。シングルス、シングルス、ダブルス、シングルス、シングルスの形式で、３戦先勝方式の団体戦で行われる。下部リーグとして甲A・甲B・甲C・甲D・乙A・乙Bのリーグ運営を行っている。
2017/18シーズンは、中国協会が同リーグに全ての外国人選手を出場させない方針としたと報道された。これまでも五輪の約1年前から中国側は日本選手の受け入れを制限している。

## 歴代優勝チーム

### 男子

#### 全国クラブ選手権（1995年-1997年）
| 年     | 優勝               | 主な選手 |
| ------ | ------------------ | -------- |
| 1995年 | 黒龍江雅豊隊       | 孔令輝   |
| 1996年 | 上海大衆隊         | 王励勤   |
| 1997年 | 黒龍江金太陽明星隊 | 孔令輝   |

#### 甲級リーグ（1998年）
| 年     | 優勝           | 主な選手     |
| ------ | -------------- | ------------ |
| 1998年 | 八一工商銀行隊 | 王涛、劉国梁 |

#### 超級リーグ（1999年-）
| 年          | 優勝               | 主な選手                                 |
| ----------- | ------------------ | ---------------------------------------- |
| 1999年      | 黒龍江隊           | 孔令輝、王飛、張鵬                       |
| 2000-2001年 | 八一隊             | 馬琳、劉国梁、王濤                       |
| 2002年      | 山東魯能隊         | 馬琳、劉国正、張勇                       |
| 2003-2004年 | 広東全球通隊       | 馬琳、張超、凌偉超                       |
| 2005年      | 陝西銀河隊         | 馬琳、郝帥、高礼澤                       |
| 2006年      | 陝西銀河隊         | 馬琳、郝帥、高礼澤                       |
| 2007年      | 寧波北侖海天隊     | 馬琳、柳洋、李静                         |
| 2008年      | 上海冠生園隊       | 王励勤、許昕、高礼澤                     |
| 2009年      | 寧波北侖海天隊     | 馬龍、唐鵬、荘智淵                       |
| 2010年      | 山東魯能隊         | 張継科、張超、朱世赫                     |
| 2011年      | 浙商銀行隊         | 馬琳、郝帥、ティモ・ボル                 |
| 2012年      | 寧波海天塑機隊     | 馬龍、閻安、朱世赫                       |
| 2013年      | 寧波海天塑機隊     | 馬龍、閻安、林高遠、朱世赫               |
| 2014年      | 山東魯能隊         | 張継科、郝帥、方博、呉灝                 |
| 2015年      | 寧波海天塑機隊     | 馬龍、閻安、林高遠、呂翔                 |
| 2016年      | 八一大商隊         | 樊振東、周雨、周愷、徐晨皓、趙釗彦、宋旭 |
| 2017年      | 山東魏橋・向尚運動 | 林高遠、閻安                             |
| 2018-2019年 | 天津卓球           | 林高遠、方博                             |
| 2020年      | 山東魯能           | 馬龍、方博                               |
| 2021年      | 山東魏橋・向尚運動 | 梁靖崑                                   |

### 女子

#### 全国卓球クラブ選手権（1995年-1997年）
| 年     | 優勝             | 主な選手   |
| ------ | ---------------- | ---------- |
| 1995年 | 河南東方制薬岸隊 | 鄧亜萍     |
| 1996年 | 江蘇無錫山禾隊   | 李菊、楊影 |
| 1997年 | 遼寧銅騰達隊     | 王楠       |

#### 甲級リーグ（1998年）
| 年     | 優勝           | 主な選手         |
| ------ | -------------- | ---------------- |
| 1998年 | 江蘇無錫山禾隊 | 李菊、楊影、鄔娜 |

#### 超級リーグ（1999年-）
| 年          | 優勝                 | 主な選手                             |
| ----------- | -------------------- | ------------------------------------ |
| 1999年      | 江蘇無錫山禾隊       | 李菊、楊影、林菱                     |
| 2000-2001年 | 河北六通隊           | 牛剣鋒、白楊                         |
| 2002年      | 河北六通隊           | 牛剣鋒、白楊                         |
| 2003-2004年 | 北京海菲泰隊         | 張怡寧、李楠、郭焱、丁寧             |
| 2005年      | 山東魯能隊           | 李暁霞、彭陸洋                       |
| 2006年      | 北京首創隊           | 張怡寧、郭焱、丁寧                   |
| 2007年      | 北京首創隊           | 張怡寧、郭焱、丁寧                   |
| 2008年      | 山東魯能隊           | 李暁霞、彭陸洋                       |
| 2009年      | 北京時博隊           | 張怡寧、丁寧                         |
| 2010年      | 山東魯能隊           | 李暁霞、彭陸洋、金暻娥               |
| 2011年      | 山東魯能隊           | 李暁霞、彭陸洋、金暻娥               |
| 2012年      | 山西大土河華東理工隊 | 劉詩雯、馮亜蘭、饒静文               |
| 2013年      | 八一冀中能源隊       | 郭躍、木子、曹臻、劉曦               |
| 2014年      | 山東魯能隊           | 李暁霞、陳夢、顧玉婷、顧若辰、王璇   |
| 2015年      | 北京首銅隊           | 丁寧、馮亜蘭、文佳、盛丹丹、李佳原   |
| 2016年      | 武漢安心百分百隊     | 劉詩雯、馮亜蘭、饒静文、劉高陽、張瑞 |
| 2017年      | 武漢安心百分百隊     | 劉詩雯、馮亜蘭、饒静文、劉高陽、張瑞 |
| 2018-2019年 | 山東魯能             | 王曼昱                               |
| 2020年      | 深圳大学             | 陳夢、孫穎莎、王艺迪                 |
| 2021年      | 山東魯能             | 陳夢、王曼昱、陳幸同                 |
| 2023年      | 深圳大学             | 陳夢、孫穎莎、蒯曼                   |

## 歴代主な外国選手

### 男子
- ベラルーシ: ブラディミル・サムソノフ（2006）
- ベルギー: ジャン＝ミッシェル・セイブ（2006）
- チャイニーズタイペイ: 荘智淵（2006、2009-2010、2013-2014）、蔣澎龍（2000/01-2002、2005-2006）、林昀儒（2020、2024、2025）
- デンマーク: マイケル・メイス（2005）
- ドイツ: ティモ・ボル（2005-2006、2011、2013-2014）、ドミトリ・オフチャロフ（2013-2014、2018-2019）
- 日本: 水谷隼（2008、2010-2011）、松下浩二（2005）、松島輝空（2024、2025）、三木隼（2024）、永峰佳麒（2024）
- ルーマニア: アドリアン・クリサン（2006）
- 韓国: 朱世爀（2003/04-2006、2009-2014）、呉尚垠（2005-2006、2008、2010）、柳承敏（2000-01、2005-2006）、李廷佑（2006）、鄭栄植（2016）、安宰賢（2024）
- スウェーデン: ヨルゲン・パーソン（2002、2012）、トルルス・モーレゴード（2023）
- ポルトガル: ラファエル・コン（2024）
- 香港: 黄鎮廷（2024、2025）

### 女子
- チャイニーズタイペイ: 鄭怡静（2013-2014、2020）、黄怡樺（2002、2014）、巫嘉恩（2024）
- クロアチア: タマラ・ボロシュ（2006）
- 日本: 福原愛（2005-2006、2010-2011）、小西杏（2000-01-2005）、西飯由香（2002）、平野美宇（2016、2025）、木原美悠（2024、2025）、張本美和（2025）
- 北朝鮮: リ・ミョンスン（2014）
- 韓国: 金暻娥（2009-2011）、徐孝元（2015、2016）、田志希（2020）、申裕斌（2025）
- シンガポール: 馮天薇、于夢雨、周一涵（2016）
- 香港: 杜凱琹（2016-2017、2020）、呉咏琳（2024）
- アメリカ合衆国: アリエル・シン（2014）、チャン・リリー（2020）
- プエルトリコ: アドリアーナ・ディアス（2020）